# کوندا، استونی
کوندا (به استونیایی: Kunda) یکی از شهرهای کشور استونی است.
این شهر در سال ۲۰۱۱ میلادی ۳٬۴۲۲ نفر جمعیت داشته است.

## نگارخانه

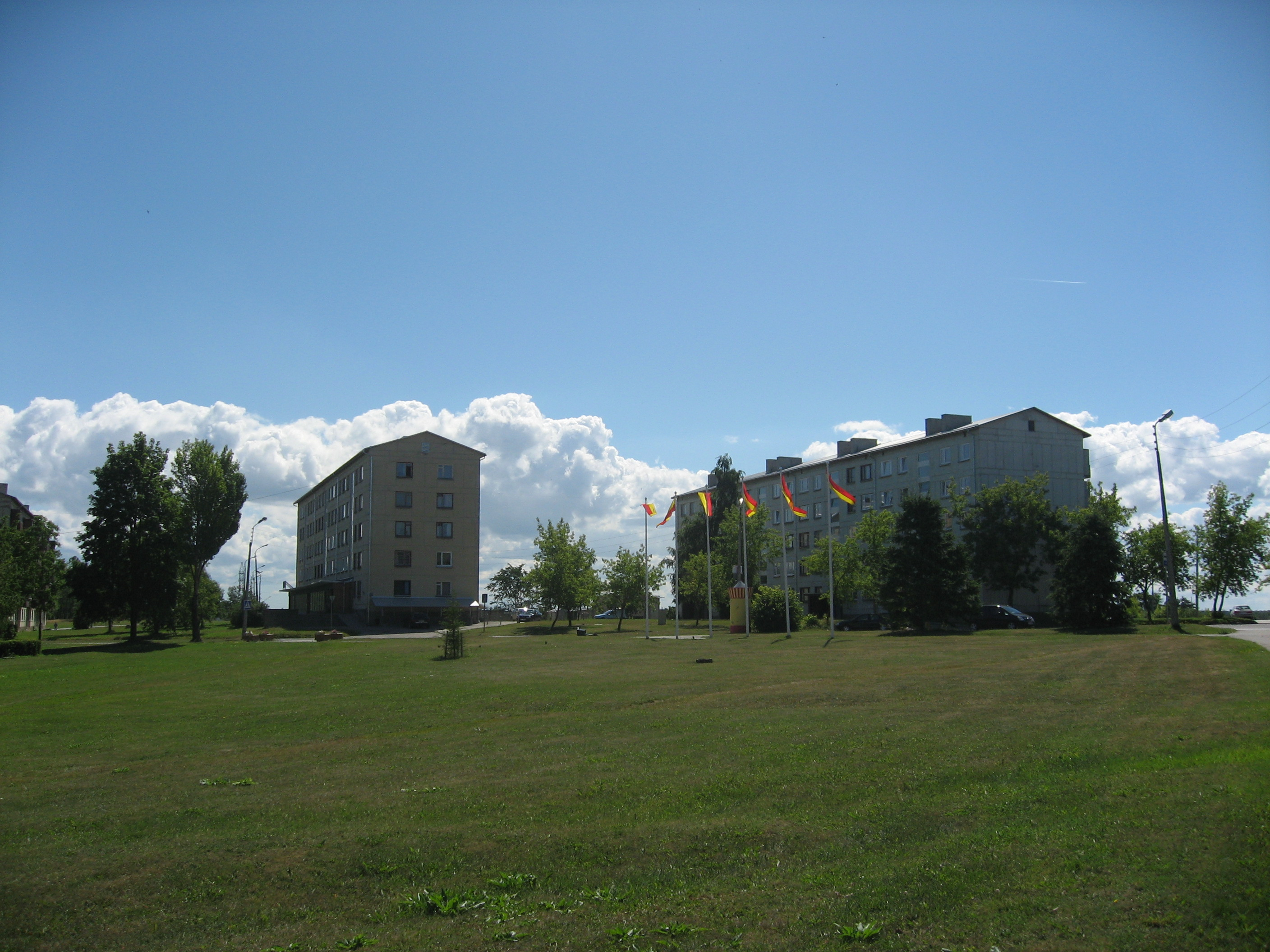
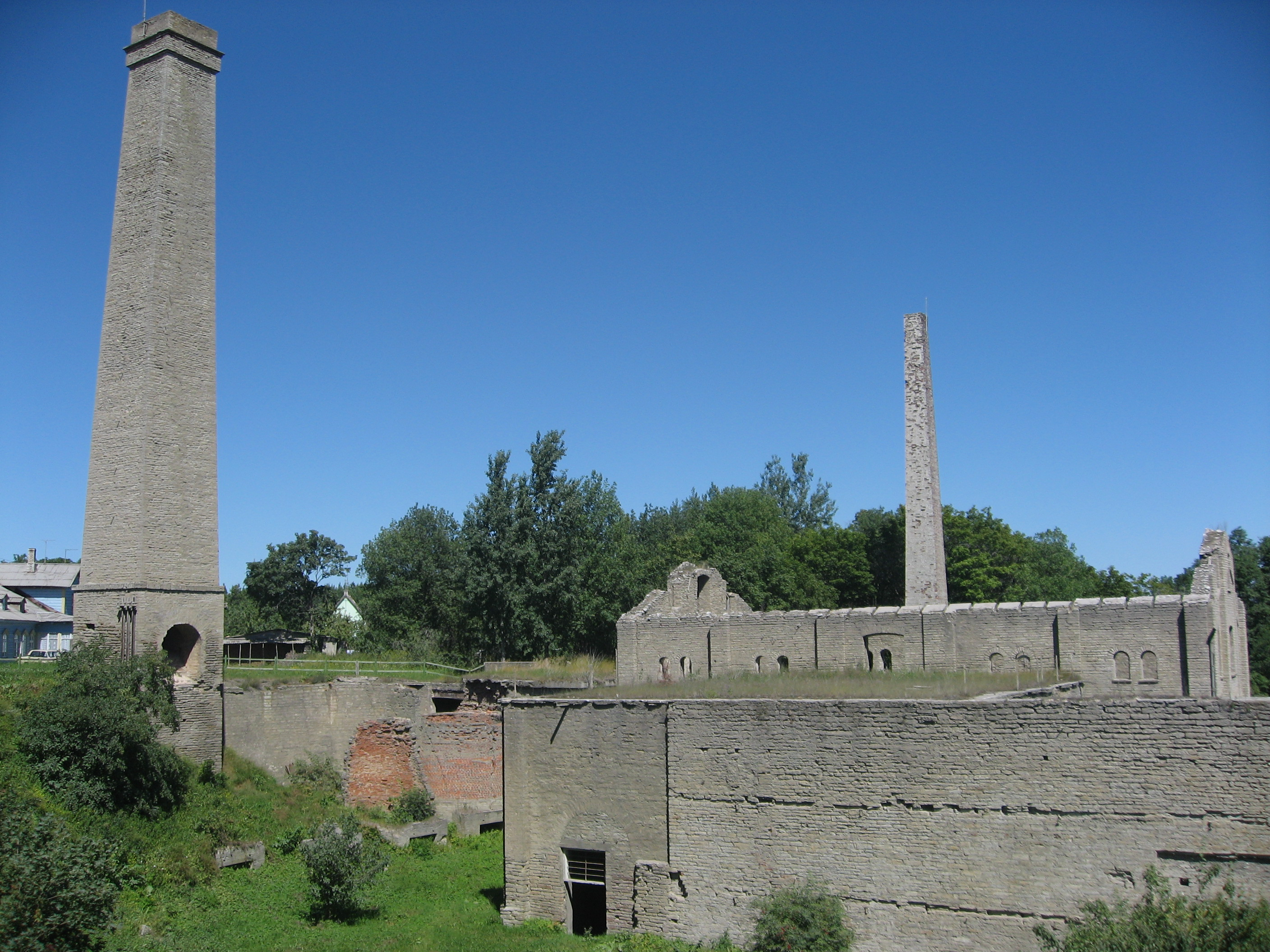
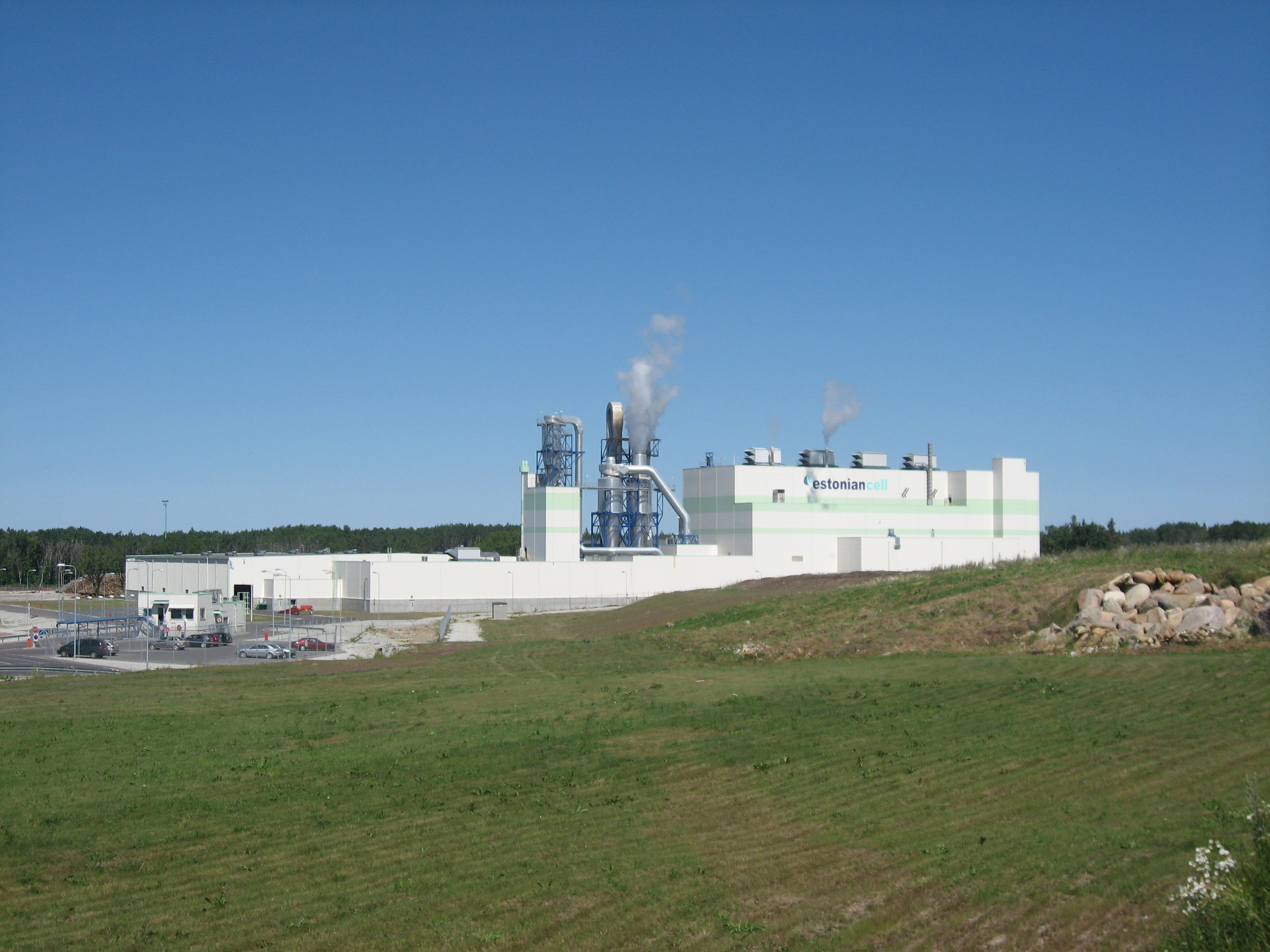
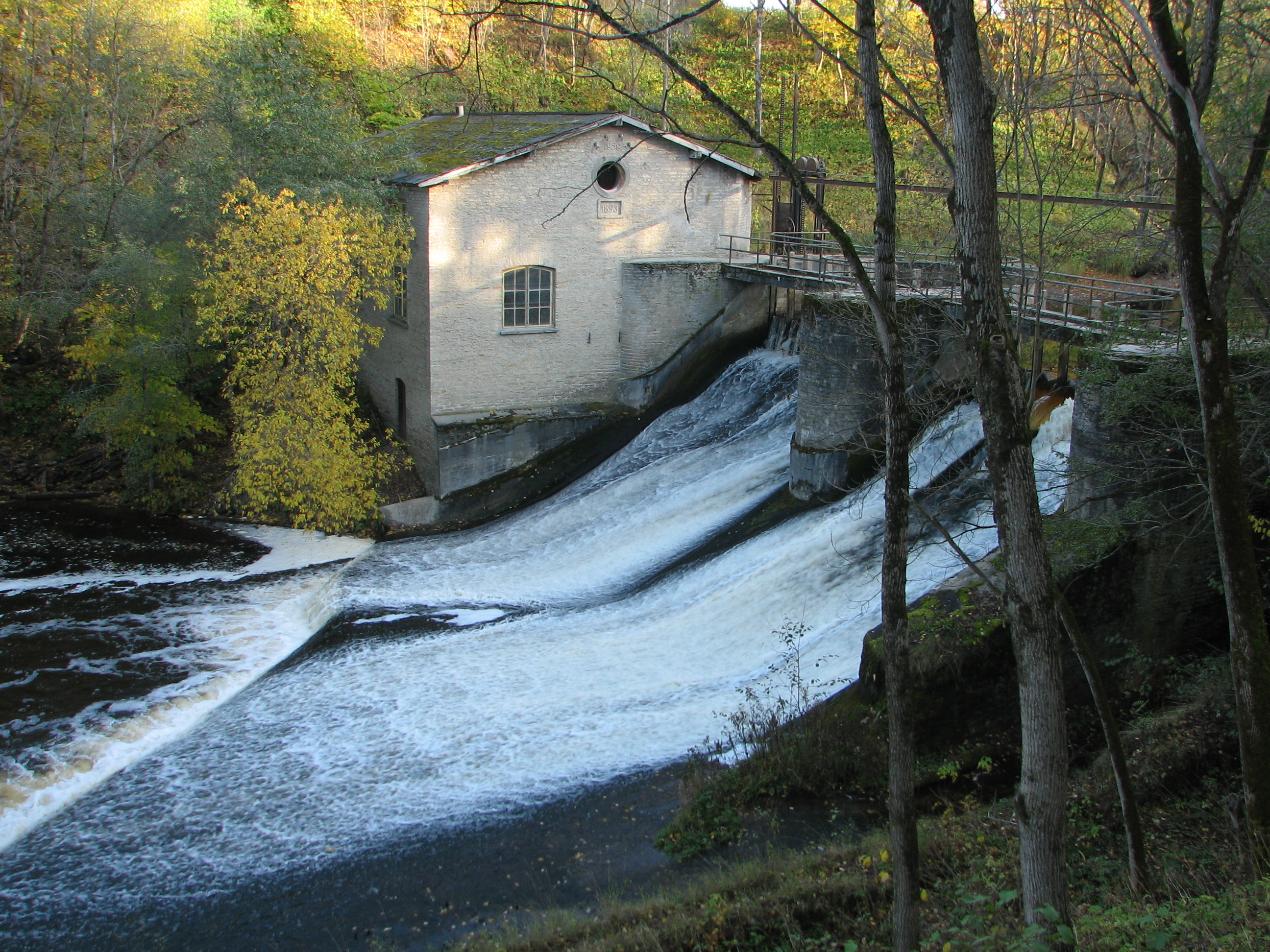